# خوان بناویدس (شناگر)
خوان بناویدس (اسپانیایی: Juan Benavides‎؛ زادهٔ ۲۵ ژوئن ۱۹۷۵) شناگر اهل اسپانیا است. وی در بازی‌های المپیک تابستانی ۲۰۰۰ شرکت کرده‌است.